# Archivio Storico della Città di Bolzano
L'Archivio Storico della Città di Bolzano (in tedesco: Stadtarchiv Bozen) è l'archivio comunale di Bolzano. Esso è collocato nell'Antico municipio di Bolzano e custodisce la documentazione prodotta e ricevuta dalla città in più di settecento anni di attività politica e amministrativa. La tipologia dei fondi archivistici rispecchia la storia della regione alpina: mentre la documentazione archivistica prodotta nel lungo periodo che va dal tardo medioevo fino all'annessione del Tirolo meridionale all'Italia dopo la fine della prima guerra mondiale è quasi esclusivamente scritta in tedesco, con le prime pergamene del XIII e XIV sec. rogate in latino, gli atti dai primi anni Venti del Novecento in poi sono redatti perlopiù in lingua italiana.

## Storia

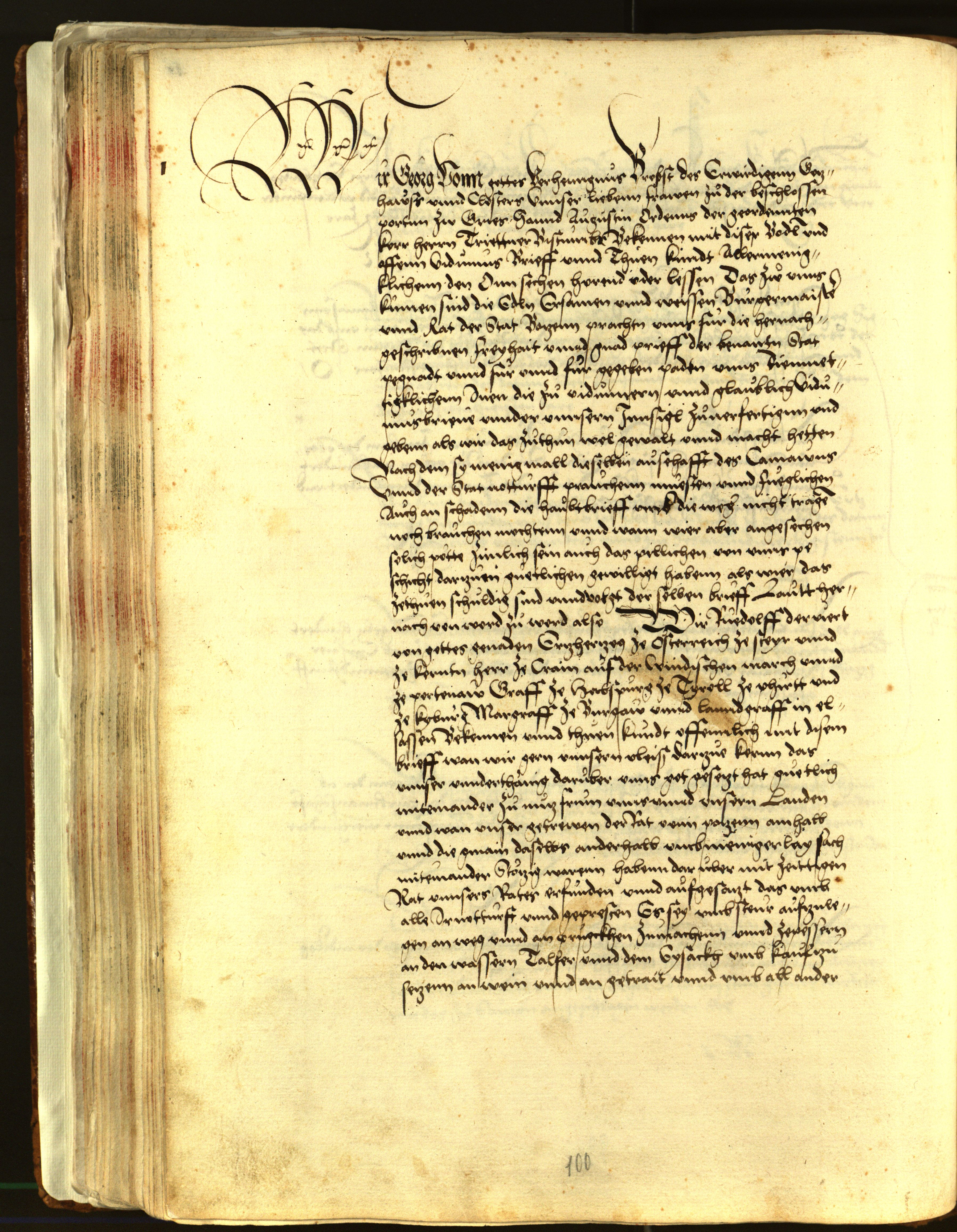
Il cosiddetto Bozner Stadtbuch degli anni 1472-1525, Hs. 140, f. 76v, con la copia del privilegio cittadino del 1363, rilasciato da Rodolfo IV d'Asburgo

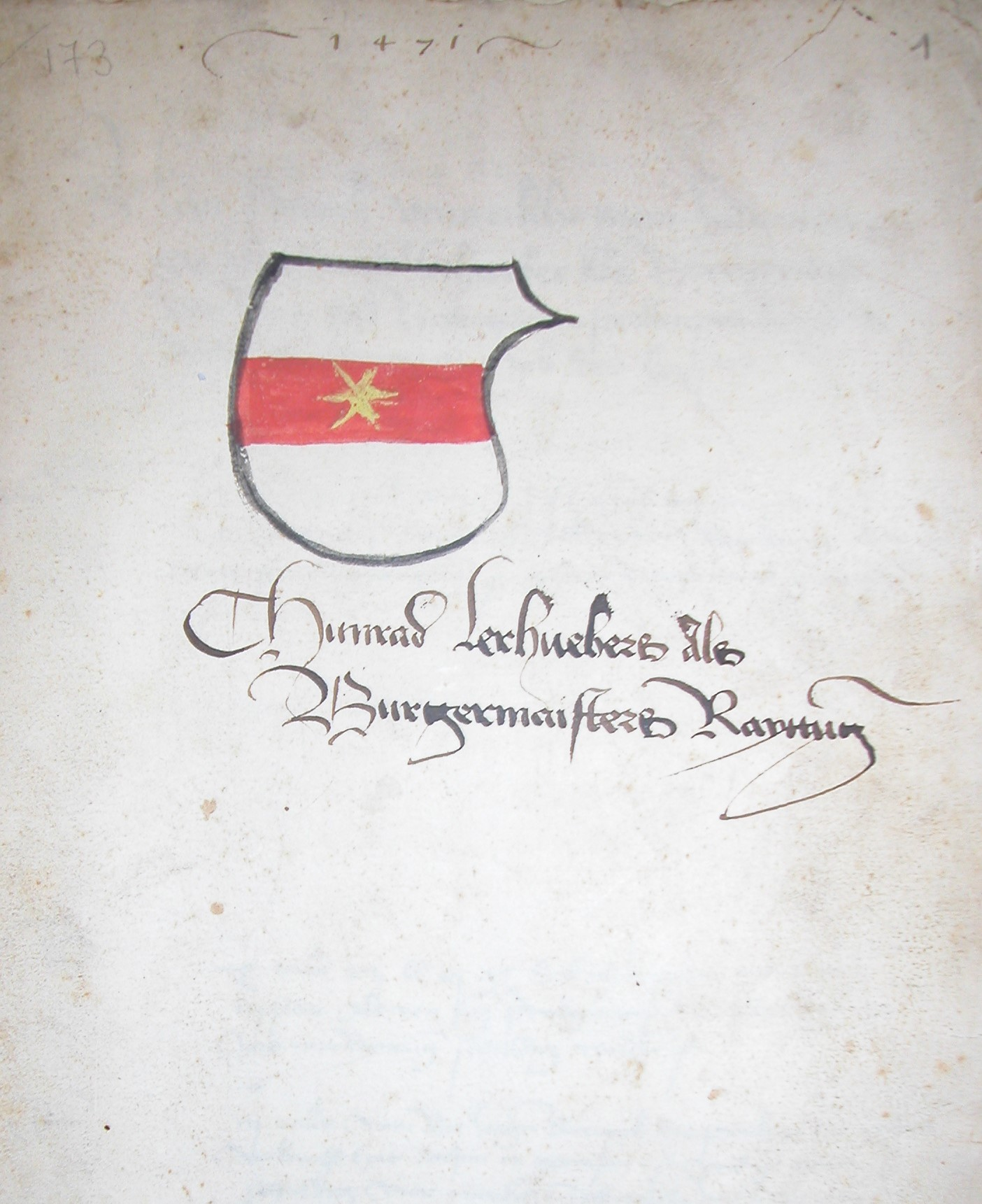
I rendiconti civici del 1471, redatti dal borgomastro Konrad Lerhueber, con il disegno dello stemma cittadino (Hs. 173, fol. 1)

È già dal tardo Quattrocento che si hanno notizie su conservazione, ordinamento e fruizione del materiale documentale comunale; è nel 1472 che l'allora borgomastro Konrad Lerhueber decise di istituire il cosiddetto "Bozner Stadtbuch", un liber iurium destinato a raccogliere copie degli atti e privilegi cittadini più significativi oltreché alcune trascrizioni dei rendiconti comunali.
Il 4 gennaio 1776 il consiglio cittadino, presieduto dal borgomastro Franz von Gumer, dispose l'accorpamento di tutto il materiale documentario nell'archivio allestito nel municipio sotto i Portici (Lauben) a cura dello scrivano civico Johann Felix Gigl.
Nei primi del Novecento l'amministrazione cittadina si trasferì nel nuovo ed attuale palazzo municipale, ove venne collocata solo la sezione più recente dell'archivio; la sezione storica fu allora trasferita nei depositi del Museo Civico di Bolzano e riordinata secondo moderni principi archivistici dall'archivista Karl Klaar. Dall'estate del 2002 i due corpi archivistici sono stati riuniti nella sede originaria, l'Antico Municipio sotto i Portici 30 accuratamente ristrutturato.

## Fondi
I fondi archivistici dell'archivio cittadino comprendono la documentazione prodotta e ricevuta dall'Amministrazione civica nello dalle origini (XIII secolo) fino a ca. 40 anni fa. Vi si aggiungono gli archivi degli ex comuni di Zwölfmalgreien (Dodiciville) e Gries, autonomi dal 1849, ma aggregati a Bolzano rispettivamente nel 1910 e nel 1925, inoltre la documentazione amministrativa che si riferisce alla Landgemeinde Leifers (comune rurale di Laives), ed archivi di altri enti ed istituzioni, quali quelli dell'antico Ospedale di Santo Spirito (Heilig-Geist-Spital), delle Elektrizitäts- und Wasserwerke Zwölfmalgreien und Gries (azienda elettrica e idrica di Dodiciville e Gries), dello Schießstand (casino del bersaglio) e del Gartenbauverein (Società agricola). Fondi fotografici e di planimetria, soprattutto relativi agli atti edilizi, completano le raccolte. La più antica documentazione in possesso dell'archivio è invece un frammento pergamenaceo della metà del dodicesimo secolo che rappresenta una singola pagina del commento teologico di Beda il Venerabile sui Proverbi di Salomone tratti dal Vecchio Testamento (In Proverbia Salomonis).

## Servizi
L'archivio cittadino è liberamente accessibile e il suo utilizzo è gratuito. A disposizione degli utenti vi è anche una biblioteca specializzata di presenza, consultabile attraverso il catalogo integrato Explora del Comune di Bolzano. Tramite il progetto di digitalizzazione «BOhisto: Bozen-Bolzano’s History Online» i fondi storici più preziosi conservati, ovvero i protocolli di consiglio dal 1470 sino al 1805, sono liberamente fruibili in rete. Presso l'Infopoint sotto i Portici viene esposto regolarmente un Oggetto del mese-Exponat des Monats, che intende far conoscere oggetti particolari delle collezioni e suscitare curiosità nei visitatori. Un'indagine di soddisfazione degli utenti condotta nel 2017 ha rilevato «un alto grado di soddisfazione» da parte dell'utenza dell'archivio.